# 谢高进
谢高进（1957年3月—），湖南新田人，中华人民共和国政治人物。

## 生平
1957年3月，谢高进出生在湖南省郴州专区新田县（今属永州市）。1974年4月，谢高进在家乡新田县茂家乡当一名知识青年。1976年3月，谢高进调入新田县商业局，同年12月加入中国共产党，并且在新田县商业局一直工作到1984年3月。
1984年3月，谢高进调入中共新田县委政研室出任副主任，次年4月晋升主任。1987年，谢高进到湘潭大学中文系秘书专业读书，1989年7月毕业后出任中共新田县委廉政办、农村社教办主任。
1991年4月，谢高进调入中共零陵地委办公室，1994年9月晋升副主任。
1995年6月，谢高进调任中共冷水滩市（今永州市冷水滩区）委副书记。
1997年8月，谢高进调任中共江永县委副书记、代县长、县长。
1999年12月，谢高进调任中共炎陵县委副书记、代县长、县长。次年10月晋升中共炎陵县委书记。2005年7月，谢高进出任株洲高新技术产业开发区工委副书记、管委会主任、中共天元区委副书记、区人民政府区长。次年11月晋升中共天元区委书记，同时担任中共株洲市委委员、株洲高新技术产业开发区工委书记。2016年8月起只担任株洲高新技术产业开发区工委书记，2017年6月退休，在会议上，时任中共株洲市委组织部长彭爱华宣读省委和市委对谢高进的感谢：“对谢高进和李智同志的工作，省委、市委是充分认可的。”

### 落马
2022年4月29日，谢高进涉嫌“严重违纪违法”，主动投案，接受湖南省纪委监委纪律审查和监察调查。